# Pseudopachylus nigripes
Pseudopachylus nigripes is een hooiwagen uit de familie Gonyleptidae.